# Francesco Cordio
Francesco Cordio (Roma, 24 giugno 1971) è un regista e attore italiano.

## Biografia
Diplomato attore presso l'Accademia Nazionale d'Arte Drammatica Silvio D'Amico. di Roma, ha frequentato anche la Scuola Europea per lʼArte dellʼAttore di San Miniato.
Dal 1995 ha recitato in teatro e in cinema diretto da, tra gli altri, Lorenzo Salveti, Ugo Gregoretti, Giuseppe Ferrara, Salvatore Maira.
Dal 2002 ha iniziato l'attività di regista di spettacoli teatrali, autore regista e montatore di documentari e videoclip musicali (Slow-motion, Daniele Silvestri, Luca Bussoletti)
Nel 2007 con Paolo Pagnoncelli ha realizzato il documentario Inti-Illimani, donde las nubes cantan, che racconta in un viaggio attraverso Italia e Cile la storia quarantennale del gruppo musicale degli Inti-Illimani, rievocando con essa anche la storia degli anni ’70 nei due paesi. Il film viene selezionato in numerosi festival internazionali in concorso e fuori concorso (Habana film festival, Festival de Viña del mar - Cile, Rio de Janeiro, Toronto, Istanbul Film Festival, Festival de cine de Mar del Plata).
Nel 2009 ha curato la regia di un docu-film sul crack dell'Alitalia, Tutti giù per aria, realizzato con i contributi di lavoratori ed ex-lavoratori dell’azienda. Nel film sono coinvolti anche Dario Fo e Ascanio Celestini.
Nel 2010 pubblica per Infinito Edizioni il libro L'occhio di Cordio in cui raccoglie un'antologia di testi sull'opera del padre Nino Cordio.
Nel 2010 realizza per conto della Commissione parlamentare d'inchiesta sull'efficacia e l'efficienza del Sistema Sanitario Nazionale del Senato della Repubblica un documentario sugli Ospedali Psichiatrici Giudiziari, di cui ha presentato degli estratti nel programma Presa diretta di Riccardo Iacona nel 2011. Nel 2013 da quegli stessi materiali e con l’integrazione di una intervista a Luigi Rigoni, attore ex internato in un OPG, realizza il documentario Lo Stato della follia per il quale riceve una menzione speciale del Premio Vittorio De Seta al Bif&st.
Il film viene presentato al pubblico dalla regista Cecilia Mangini con queste parole "Qualcuno qui conosce la mia età, e chi non la conosce la può immaginare. Avevo già avuto l'opportunità vedere questo film sul computer, ma sono molto contenta di essere qui a Bari e di aver assistito a questa prima proiezione sul grande schermo. Quando ho visto questo documentario, mi sono subito sentita una coetanea di Francesco Cordio, perché questo è il documentario che avremmo voluto fare - che avremmo fatto - noi, i documentaristi della mia epoca ed io, se avessimo avuto conoscenza di questa realtà. Un documentario di vera denuncia, che esprime il senso profondo della condizione umana".
Il film dopo un lungo tour in sala in Italia e numerosi festival nazionali e internazionali viene trasmesso da Rai Tre.
Nel 2014 gira un documentario al seguito dei musicisti Fabi-Silvestri-Gazzè che in un tour musicale in Europa incontrano gli italiani che hanno scelto di andare a vivere all’estero. I tre artisti viaggiano su un pulmino e Cordio con la troupe li segue in parallelo su un altro mezzo. Toccano Colonia, Berlino, Parigi, Londra, Bruxelles, Lussemburgo, Madrid, Barcellona e Valencia. Decine di incontri e storie narrate anche con la complicità dei musicisti che hanno accettato di raccontare e raccontarsi in questo lungo documentario on the road. Il film è stato trasmesso su Rai Tre nel gennaio 2015.
Del 2016 il film L’altra faccia della medaglia, il racconto delle esperienze umane e sportive di tre atleti azzurri alle prese con l’obiettivo di una vita, qualificarsi per i Giochi Olimpici. Attraverso le testimonianze di Fabrizio Donato, Ayomide Folorunso ed Eusebio Haliti, esploriamo il mondo della passione sportiva che, fin da piccoli, coinvolge milioni di italiani nella pratica di discipline tra le più popolari.
Il film rivela personalità molto diverse tra loro, ma tutte accomunate da una potente determinazione e da un grande amore per il lavoro e per l’Italia.
L’altra faccia della medaglia offre anche momenti di riflessioni sociale, soffermandosi sull’opportunità di integrazione e inclusione che lo sport offre a chi arriva in Italia, scegliendola con convinzione come proprio Paese di adozione.
Così dichiarava Eusebio Haliti, nato e vissuto in Albania fino all’età di 9 anni:
“Forse, a differenza di altri ragazzi italiani, atleti e non, io l’avverto di più la responsabilità di rappresentare l’Italia, perché me lo sono dovuto sudare quel pezzo di carta e fare parte della nazionale mi dà quella spinta in più nel raggiungere i miei obiettivi, sensazioni che non potrei sentire se dovessi correre per l’Albania. Non mi sentirei al posto giusto”
Roma Golpe Capitale, il film più politico di Cordio, è stato il documentario più visto in sala nel 2018 e 2019, solo il passaparola ha riempito le sale di Roma e di tutta Italia per raccontare, senza censure, le ostilità che il sindaco Marino ha trovato, i rapporti di forza, la pressione delle influenze dietro le quinte. Il film ripercorre gli avvenimenti che hanno portato al “sogno spezzato” di una nuova stagione del governo di Roma, svelando alcuni retroscena inediti.

### Televisione e pubblicità
Cordio è uno degli autori del programma televisivo Stato civile - L'amore è uguale per tutti di Rai Tre. Dal 2008 alcuni suoi documentari sono stati acquisiti dal programma Geo in onda su Rai Tre.
Dirige spot commerciali tra i quali si segnala una campagna per Renault - veicoli commerciali che gli è valsa un Bronzo ai Cannes Lions.
Per la musica è autore e regista di videoclip per artisti come Daniele Silvestri, Nuove Tribù Zulu, Musica Nuda e Max Gazzè.

## Filmografia

### Regista

#### Documentari
- Nino Cordio - Ritratto a mano libera (2001)
- Viaggio in Mozambico di Daniele Silvestri (2002)
- Inti-Illimani, dove cantano le nuvole (2007)
- Live in Caserta di Daniele Silvestri (2007)
- Tutti giù per aria (2009)
- Tour europeo di Daniele Silvestri (2009)
- OPG - Dove vive l'uomo? (2011)
- Lo Stato della follia (2013)
- LocalEuropa - Musica valida per l'espatrio (2014)
- L'altra faccia della medaglia (2016)
- Roma, golpe capitale (2018)
- Misteriosamente inventato (2021)
- Enigma in tempo rubato, un Mozart argentino (2021)
- Luigi Berlinguer, una vita di bolina (2022)
- Maestro - Il calcio a colori di Tommaso Maestrelli, coregia di Alberto Manni (2024)
- Fabi Silvestri Gazzè – Un passo alla volta (2025)

#### Documentari TV
- Ergastolo bianco per Presa diretta (2011)
- Todi a scuola dalla natura per Geo (2018)
- Ai piedi della Sila per Geo (2019)
- Bisenzio, Lungo la valle per Geo (2020)
- Valledoria e la foce del Coghinas per Geo (2020)
- Baschi per Geo (2021)
- Il Tofu per Geo (2021)
- Valle Stura per Geo (2021)
- Transumanza dall'Italia alla Francia per Geo (2021)
- Ferrara tra aria e terra per Geo (2022)
- Il sogno di Gino per Geo (2022)
- La fava di Fratte Rosa per Geo (2022)
- Narni per Geo (2022)
- Aglio bianco, aglio nero per Geo (2023)
- Nel cuore della Valdambra per Geo (2023)
- I Borghi del Pollino per Geo (2024)

#### Cortometraggi
- La milagrosa (2011)

#### Spot
- Renault Clio Duel 2015
- Renault Booster Test 2015
- Renault Booster Test 2016

#### Videoclip
- Bussoletti - L'uomo di vetro (2006), Il dolce abbraccio (2007), Tutti giù per aria (2009),  Non ho sonno (2019)
- Daniele Silvestri - La paranza (2007)
- Musica Nuda - Tout s'arrange quand on s'aime (2015)
- Max Gazzè - Una musica può fare [versione Alchemaya] (2018)
- Cordio - Il paradiso (2019)
- Nuove Tribù Zulu - Namastè (con Mani Bianche Roma) (2016), Bella ciao (2018), Viaggerò (2019)
- Giulio Wilson - Vale la pena (feat. Inti-Illimani) (2020)
- Il Parto delle Nuvole Pesanti - I bambini di laggiù (2022)
- Elin - Abita con me (2023)

### Attore
- I banchieri di Dio - Il caso Calvi, regia di Giuseppe Ferrara (2002)

## Teatro

### Regista
- L'ultimo derby, di Franco Valeriano Solfiti (2002)
- L'isola, di Athol Fugard (2002)
- La fine dei Don Giovanni, omaggio a Milan Kundera (2002)
- La mattanza, di Mauro Maggioni (2003)
- Deca-dance (2004)

## Riconoscimenti
- Premio della Giuria di qualità e Primo Premio assoluto, sezione TV Premio Anello Debole per Ergastolo bianco, il servizio sugli Ospedali Psichiatrici Giudiziari andato in onda su Presa diretta (2011)
- Menzione speciale al Premio Ilaria Alpi per Ergastolo bianco, il servizio sugli Ospedali Psichiatrici Giudiziari (2011)
- Premio miglior Documentario al Festival delle Identità per La Milagrosa (2012)
- Menzione speciale al Premio Vittorio De Seta al Bif&st per il documentario Lo Stato della follia (2013)
- Finalista al Globo d'oro con Lo Stato della follia (2013)
- Premio del Pubblico al Sicilia Ambiente Documentary Film Festival per il documentario Lo Stato della follia (2013)
- Menzione speciale a Molise Cinema per Lo Stato della follia (2014)
- Finalista al Globo d'oro con LocalEuropa – Musica valida per l'espatrio documentario (2015)
- Special Award miglior docufilm musicale, Roma Videoclip per LocalEuropa – Musica valida per l'espatrio documentario (2015)
- Cannes Lions Bronzo, per Spot Renault (Publicis) (2016)